# Abigail Cowen
Abigail F. Cowen (Gainesville, Florida, 1998. március 18. –) amerikai színésznő és modell. 
A Netflix 2021-ben bemutatott Végzet: A Winx Saga című Netflix sorozatának főszereplőjét, Bloomot alakítja.

## Magánélete
Édesanyja Leslie LeMasters Cowen, édesapja pedig Andrew Cowen. Van egy fiú testvére akit Dawsonnak hívnak. Tanulmányait az Oviedo High School-ban és a Floridai Egyetemen végezte. Színészi karrierje miatt Los Angelesbe költözött. 

## Filmográfia

### Film
| Év   | Magyar cím        | Eredeti cím     | Szerep             |
| ---- | ----------------- | --------------- | ------------------ |
| 2020 | Még mindig hiszek | I Still Believe | Adrienne Liesching |
| 2021 |                   | Witch Hunt      | Fiona              |
| 2022 | Megváltó szerelem | Redeeming Love  | Angel              |

### Televízió
| Év        | Magyar cím                      | Eredeti cím                    | Szerep       | Magyar hang     | Megjegyzések                    |
| --------- | ------------------------------- | ------------------------------ | ------------ | --------------- | ------------------------------- |
| 2014      |                                 | Red Band Society               | Brooklyn     |                 | 1 epizód                        |
| 2017      | Stranger Things                 | Stranger Things                | Vicki        | Berkes Boglárka | 2 epizód                        |
| 2017–2018 |                                 | Wisdom of the Crowd            | Mia Tanner   |                 | 5 epizód                        |
| 2018      |                                 | The Fosters                    | Eliza Hunter |                 | 4 epizód                        |
| 2018–2020 | Sabrina hátborzongató kalandjai | Chilling Adventures of Sabrina | Dorcas       | Gulás Fanni     | visszatérő szereplő (26 epizód) |
| 2019      |                                 | The Power Couple               | Ricochet     |                 | minisorozat (5 epizód)          |
| 2021–2022 | Végzet: A Winx Saga             | Fate: The Winx Saga            | Bloom        | Pekár Adrienn   | főszereplő (13 epizód)          |